# الرویضه، حماة
الرویضه (به عربی: الرویضة) یک روستا در سوریه است که در ناحیه عقیربات واقع شده‌است. الرویضه ۲۶۶ نفر جمعیت دارد.